# Cryptoripersia arizonensis
Cryptoripersia arizonensis är en insektsart som först beskrevs av Ehrhorn 1899.  Cryptoripersia arizonensis ingår i släktet Cryptoripersia och familjen ullsköldlöss. Inga underarter finns listade i Catalogue of Life.